# Parachalciope binaria
Parachalciope binaria  là một loài bướm đêm thuộc họ Noctuidae. Nó được tìm thấy ở Châu Phi, bao gồm Gabon và Cameroon.